# Caguas
Caguas ist eine Stadt auf Puerto Rico. Sie ist auch bekannt als La Ciudad Del Turabo (Turabo-Stadt), La Ciudad Criolla (Stadt der Kreolen) und El Corazón de Boriquén (das Herz Boriquéns).

## Lage
In Caguas fließen die Flüsse Cagüitas, Turabo, Bairoa, Cañas, Grande de Loíza und Cañabonsito. Der Ort liegt in der östlichen Inselmitte, etwa 40 km südlich der Hauptstadt San Juan und 40 km nördlich der Hafenstadt Guayama.

## Geschichte
Caguas entstand im Januar 1775 und hieß zu jener Zeit San Sebastián del Piñal de Caguax.
Seit 1964 ist die Stadt Sitz des römisch-katholischen Bistums Caguas. Die Kathedrale ist die Catedral Dulce Nombre de Jesús.

## Söhne und Töchter der Stadt
- José Ignacio Quintón (1881–1925), Komponist und Pianist
- Concha Meléndez (1895–1983), Dichterin, Schriftstellerin und Hochschullehrerin
- Ruth Noemí Colón (* 1958), Juristin und Politikerin
- Juan Carazo (* 1964), Boxer
- Miguel Cotto (* 1980), Boxer
- Ana Isabelle (* 1986), Sängerin, Tänzerin und Schauspielerin
- Jesús Rojas (* 1986), Boxer
- Francisco Lindor (* 1993), Baseballspieler
- Gladymar Torres (* 2003), Sprinterin